# 1273
Il 1273 (MCCLXXIII in numeri romani) è un anno  del XIII secolo.

## Eventi
- 1º ottobre - Rodolfo I d'Asburgo diventa Re di Germania
- 11 novembre - Eric V di Danimarca sposa Agnese di Brandeburgo

## Nati
- 14 gennaio - Giovanna I di Navarra, regina († 1305)
- 25 marzo - Henry de Percy, I barone Percy, nobile britannico († 1314)
- 24 novembre - Alfonso Plantageneto, conte di Chester, conte inglese († 1284)
- Abulfeda, storico curdo († 1331)
- Davide VIII di Georgia, re († 1311)
- Mary Bruce, nobile scozzese († 1323)
- Margherita d'Angiò, francese († 1299)
- Violante d'Aragona e Sicilia, duchessa († 1302)
- Maria di Cipro, regina cipriota († 1319)

## Morti
- 22 gennaio - Muhammad ibn Nasr, sultano (n. 1195)
- 25 gennaio - Eudes de Châteauroux, cardinale e vescovo cattolico francese (n. 1190)
- 15 marzo - Tommaso II d'Aquino, politico italiano
- 25 marzo - Thomas Bérard, cavaliere medievale italiano
- 26 maggio - Giovanni dei Mangiadori, vescovo cattolico italiano
- 1º giugno - Egnone di Appiano, vescovo cattolico austriaco
- 6 luglio - Pribislao I, principe (n. 1214)
- 8 luglio - Anno von Sangershausen
- 6 settembre - Elena di Brunswick-Lüneburg, principessa (n. 1223)
- 9 ottobre - Elisabetta di Wittelsbach, regina (n. 1227)
- 18 ottobre - George de Cantilupe, nobile inglese (n. 1251)
- 20 ottobre - Alice di Borgogna, francese (n. 1233)
- 13 dicembre - Bertoldo di Ratisbona, predicatore tedesco
- 17 dicembre - Jalal al-Din Rumi, poeta e mistico persiano (n. 1207)
- Arsenio di Costantinopoli, arcivescovo ortodosso bizantino
- Baldovino II di Costantinopoli, imperatore latino (n. 1217)
- Orlando Bonsignori, banchiere italiano
- Niccolò de Carbio, vescovo cattolico italiano
- Glappo, militare prussiano
- Robert de Keldeleth, abate e politico scozzese
- Tebaldo di Navarra, principe
- Ottaviano degli Ubaldini, cardinale italiano
- Raoul de Soissons, francese (n. 1210)

## Calendario
| Calendario 1273 | Calendario 1273 | Calendario 1273 | Calendario 1273 | Calendario 1273 | Calendario 1273 | Calendario 1273 | Calendario 1273 | Calendario 1273 | Calendario 1273 | Calendario 1273 | Calendario 1273 | Calendario 1273 | Calendario 1273 | Calendario 1273 | Calendario 1273 | Calendario 1273 | Calendario 1273 | Calendario 1273 | Calendario 1273 | Calendario 1273 | Calendario 1273 | Calendario 1273 | Calendario 1273 | Calendario 1273 | Calendario 1273 | Calendario 1273 | Calendario 1273 | Calendario 1273 | Calendario 1273 | Calendario 1273 | Calendario 1273 | Calendario 1273 |
| --------------- | --------------- | --------------- | --------------- | --------------- | --------------- | --------------- | --------------- | --------------- | --------------- | --------------- | --------------- | --------------- | --------------- | --------------- | --------------- | --------------- | --------------- | --------------- | --------------- | --------------- | --------------- | --------------- | --------------- | --------------- | --------------- | --------------- | --------------- | --------------- | --------------- | --------------- | --------------- | --------------- |
|                 | 1               | 2               | 3               | 4               | 5               | 6               | 7               | 8               | 9               | 10              | 11              | 12              | 13              | 14              | 15              | 16              | 17              | 18              | 19              | 20              | 21              | 22              | 23              | 24              | 25              | 26              | 27              | 28              | 29              | 30              | 31              |                 |
| Gennaio         | Do              | Lu              | Ma              | Me              | Gi              | Ve              | Sa              | Do              | Lu              | Ma              | Me              | Gi              | Ve              | Sa              | Do              | Lu              | Ma              | Me              | Gi              | Ve              | Sa              | Do              | Lu              | Ma              | Me              | Gi              | Ve              | Sa              | Do              | Lu              | Ma              |                 |
| Febbraio        | Me              | Gi              | Ve              | Sa              | Do              | Lu              | Ma              | Me              | Gi              | Ve              | Sa              | Do              | Lu              | Ma              | Me              | Gi              | Ve              | Sa              | Do              | Lu              | Ma              | Me              | Gi              | Ve              | Sa              | Do              | Lu              | Ma              |                 |                 |                 |                 |
| Marzo           | Me              | Gi              | Ve              | Sa              | Do              | Lu              | Ma              | Me              | Gi              | Ve              | Sa              | Do              | Lu              | Ma              | Me              | Gi              | Ve              | Sa              | Do              | Lu              | Ma              | Me              | Gi              | Ve              | Sa              | Do              | Lu              | Ma              | Me              | Gi              | Ve              |                 |
| Aprile          | Sa              | Do              | Lu              | Ma              | Me              | Gi              | Ve              | Sa              | Do              | Lu              | Ma              | Me              | Gi              | Ve              | Sa              | Do              | Lu              | Ma              | Me              | Gi              | Ve              | Sa              | Do              | Lu              | Ma              | Me              | Gi              | Ve              | Sa              | Do              |                 |                 |
| Maggio          | Lu              | Ma              | Me              | Gi              | Ve              | Sa              | Do              | Lu              | Ma              | Me              | Gi              | Ve              | Sa              | Do              | Lu              | Ma              | Me              | Gi              | Ve              | Sa              | Do              | Lu              | Ma              | Me              | Gi              | Ve              | Sa              | Do              | Lu              | Ma              | Me              |                 |
| Giugno          | Gi              | Ve              | Sa              | Do              | Lu              | Ma              | Me              | Gi              | Ve              | Sa              | Do              | Lu              | Ma              | Me              | Gi              | Ve              | Sa              | Do              | Lu              | Ma              | Me              | Gi              | Ve              | Sa              | Do              | Lu              | Ma              | Me              | Gi              | Ve              |                 |                 |
| Luglio          | Sa              | Do              | Lu              | Ma              | Me              | Gi              | Ve              | Sa              | Do              | Lu              | Ma              | Me              | Gi              | Ve              | Sa              | Do              | Lu              | Ma              | Me              | Gi              | Ve              | Sa              | Do              | Lu              | Ma              | Me              | Gi              | Ve              | Sa              | Do              | Lu              |                 |
| Agosto          | Ma              | Me              | Gi              | Ve              | Sa              | Do              | Lu              | Ma              | Me              | Gi              | Ve              | Sa              | Do              | Lu              | Ma              | Me              | Gi              | Ve              | Sa              | Do              | Lu              | Ma              | Me              | Gi              | Ve              | Sa              | Do              | Lu              | Ma              | Me              | Gi              |                 |
| Settembre       | Ve              | Sa              | Do              | Lu              | Ma              | Me              | Gi              | Ve              | Sa              | Do              | Lu              | Ma              | Me              | Gi              | Ve              | Sa              | Do              | Lu              | Ma              | Me              | Gi              | Ve              | Sa              | Do              | Lu              | Ma              | Me              | Gi              | Ve              | Sa              |                 |                 |
| Ottobre         | Do              | Lu              | Ma              | Me              | Gi              | Ve              | Sa              | Do              | Lu              | Ma              | Me              | Gi              | Ve              | Sa              | Do              | Lu              | Ma              | Me              | Gi              | Ve              | Sa              | Do              | Lu              | Ma              | Me              | Gi              | Ve              | Sa              | Do              | Lu              | Ma              |                 |
| Novembre        | Me              | Gi              | Ve              | Sa              | Do              | Lu              | Ma              | Me              | Gi              | Ve              | Sa              | Do              | Lu              | Ma              | Me              | Gi              | Ve              | Sa              | Do              | Lu              | Ma              | Me              | Gi              | Ve              | Sa              | Do              | Lu              | Ma              | Me              | Gi              |                 |                 |
| Dicembre        | Ve              | Sa              | Do              | Lu              | Ma              | Me              | Gi              | Ve              | Sa              | Do              | Lu              | Ma              | Me              | Gi              | Ve              | Sa              | Do              | Lu              | Ma              | Me              | Gi              | Ve              | Sa              | Do              | Lu              | Ma              | Me              | Gi              | Ve              | Sa              | Do              |                 |